# Phelsuma kely
Phelsuma kely är en ödleart som beskrevs av  Schönecker 2004. Phelsuma kely ingår i släktet Phelsuma och familjen geckoödlor. IUCN kategoriserar arten globalt som otillräckligt studerad. Inga underarter finns listade i Catalogue of Life.